# اندیس تفت
تفت یک اندیس فلزی است که در حوالی شهر یزد استان یزد قرار دارد و مادهٔ معدنی موجود در آن، سرب و روی است.  